# ジャン＝クロード・アルトマン
ジャン＝クロード・アルトマン（Jean-Claude Hartemann, 1929年12月18日 - 1993年11月27日）は、フランスの指揮者。

## 経歴
1929年、オート＝ソーヌ県ヴゼ生まれ。エコール・ノルマル音楽院でジャン・フルネに師事した後、1957年にディジョンの歌劇場の指揮者となり、ジェズ・エチュヴェリーの薫陶を受けた。1960年から1963年までメス歌劇場の音楽監督を務め、1967年から1970年までパリのコミック座の音楽監督を歴任した。1972年から1977年まで、スコラ・カントルムとエヴリーの文化センターで教鞭を執った。
1993年、パリにて死去した。

## 註
1. ↑  larousse.fr